# Список глав правительства Польши

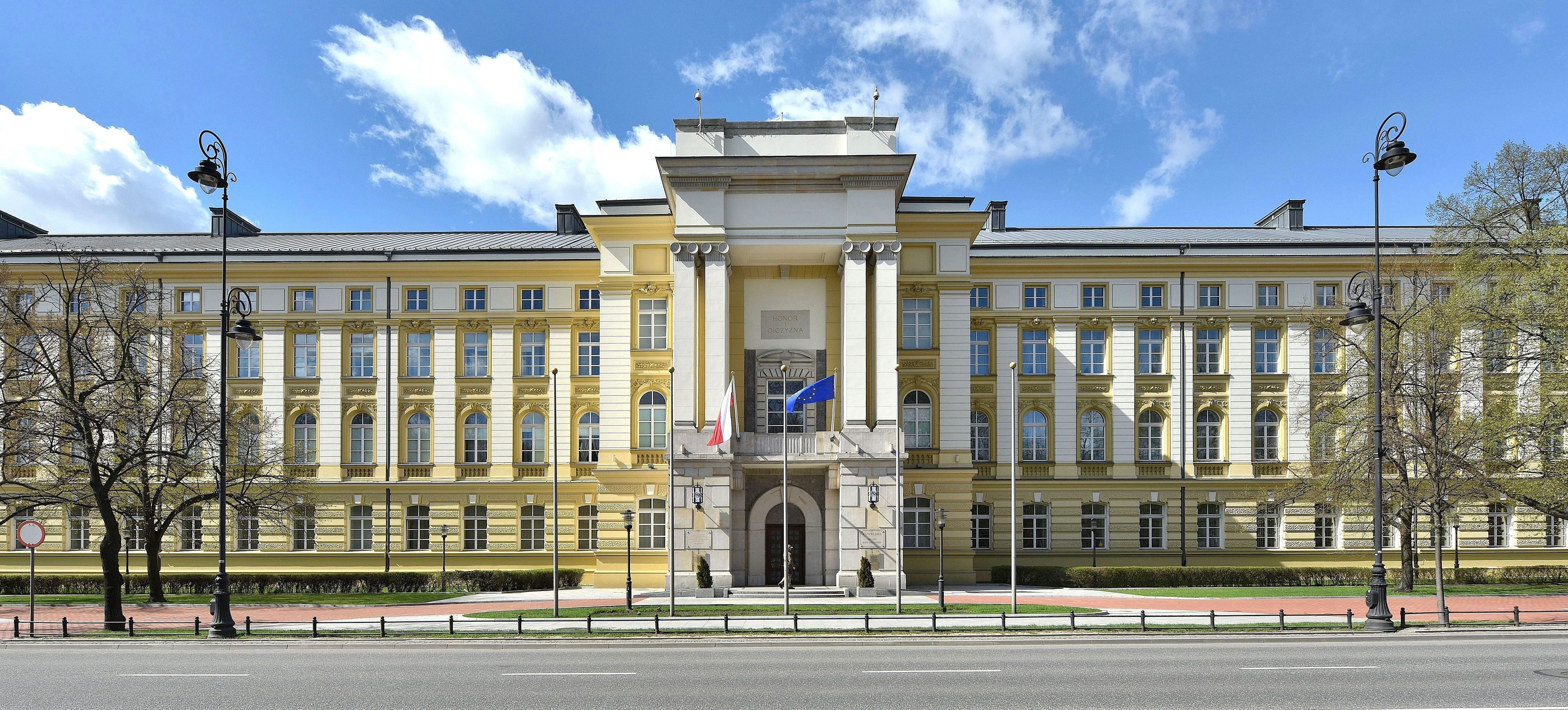
Канцелярия председателя Совета министров на Уяздовской аллее в районе Средместье Варшавы

Список глав правительства Польши включает в себя руководителей правительства страны с момента создания в 1916 году Королевства Польского на оккупированной Германией и Австро-Венгрией территории интегрированного в Российскую империю Царства Польского, и последующего восстановления в 1918 году независимого польского государства. Дополнительно включены правительства, которые формировались в XVIII и XIX веках в польских землях в ходе крупных восстаний, провозглашавших восстановление национальной независимости, а также правительства Варшавского Герцогства периода наполеоновских войн ().
В настоящее время правительство Польши возглавляет Председатель Совета министров (пол. Prezes Rady Ministrów), чьё положение в системе государственной власти определяет конституция, принятая в 1997 году. Посвящённая Совету министров часть VI (статьи 146—162) устанавливает, что кандидатура главы правительства выдвигается президентом, при этом она отражает не столько его предпочтения, сколько возможность поддержки программы будущего правительства Сеймом Республики Польша, что определяет выбор в качестве кандидата либо лидера парламентского большинства. Президент не имеет права по своему усмотрению отрешать от должности ни председателя Совета министров, ни отдельных министров или Совет в целом. Назначенный президентом председатель Совета министров в течение 14 дней обязан предложить персональный состав правительства и получить вотум доверия от сейма, изложив ему правительственную программу. В противном случае процесс формирования правительства переходит к сейму, а при повторном отсутствии поддержки — вновь к президенту. В случае неполучения вотума доверия в третий раз, президент обязан назначить новые парламентские выборы. В соответствии с политической традицией председатель и члены Совета министров на проводимой президентом церемонии дают следующую присягу: «Вступая в должность (…), я торжественно клянусь быть верным положениям конституции и других законов Республики Польша, и что благо Родины и процветание её граждан навсегда останутся моим высшим долгом. Да поможет мне Бог)». Глава правительства обладает презумпцией компетенции, то есть к его полномочиям относится всё, что прямо не отнесено к компетенции иных органов власти. Он представляет Совет министров и руководит его работой, издаёт распоряжения, обеспечивает реализацию политики правительства и определяет способы eё осуществления, координирует и контролирует работу членов Совета министров, осуществляет надзор за территориальным самоуправлением в пределах и формах, определённых конституцией и законами, является начальником по службе для работников правительственной администрации.
Применённая в первых столбцах таблицы нумерация является условной (цифровая, а также отдельно буквенная для правительства в изгнании). Также условным является использование в первых столбцах цветовой заливки, служащей для упрощения восприятия принадлежности лиц к различным политическим силам без необходимости обращения к столбцу, отражающему партийную принадлежность. В случае, когда глава правительства получил повторные полномочия последовательно за первоначальными, раздельно отражается каждый срок полномочий. В столбце «Выборы» отражены состоявшиеся выборные процедуры, сформировавшие состав сейма, утвердившего состав правительства или поддержавшего его. Наряду с партийной принадлежностью, в столбце «Партия» также отражён внепартийный (независимый) статус персоналий.

## Королевство Польское (1916—1918)

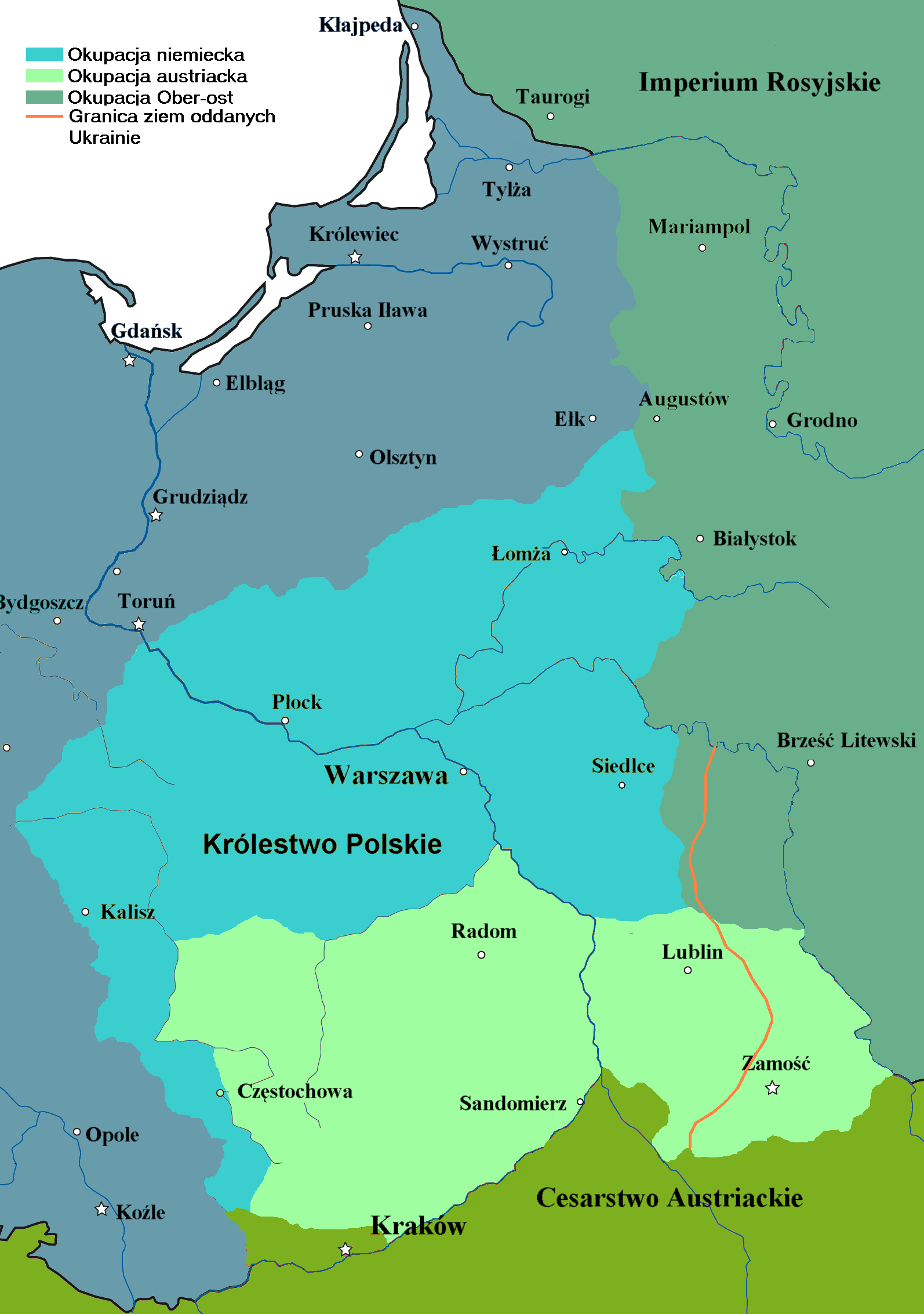
Королевство Польское:
германская оккупация
австро-венгерская оккупация

Королевство Польское (пол. Królestwo Polskie, нем. Königreich Polen) — марионеточное государство, созданное в соответствии с Актом от 5 ноября 1916 года и признанное Германией и Австро-Венгрией. Было образовано без определённых границ в пределах оккупированной ими российской территории. 15 января 1917 года состоялась инаугурация назначенных оккупационными властями членов Временного государственного совета королевства (ВГС, пол. Tymczasowa Rada Stanu w Królestwie Polskim, нем. Provisorischer Staatsrat im Königreich Polen), задуманного как подготовительный и согласительный орган для будущих государственных учреждений 8 июля 1917 года сеймово-конституционная комиссия ВГС приняла проект конституции польского государства, а 25 августа 1917 года ВГС был распущен (одной из причин этого стал кризис присяги, когда бо́льшая часть польских военнослужащих (пол. Polska Siła Zbrojna, нем. Polnische Wehrmacht) под влиянием Юзефа Пилсудского отказалась присягать на «верность братства по оружию» с Центральными державами и была интернирована в лагеря). Надзор над бывшими департаментами ВГС был передан начавшей работу 28 августа переходной комиссии (пол. Komisja Przejściowa Tymczasowej Rady Stanu), назначенной ВГС в связи со сложением полномочий.
После обнародования 12 сентября 1917 года германского и австро-венгерского рескриптов о создании Регентского совета (пол. Rada Regencyjna Królestwa Polskiego) как верховного органа польского самоуправления, комиссия 18 сентября предложила кандидатов в его члены. Регентский совет в составе архиепископа Варшавы Александра Каковского, князя Здислава Любомирского и Юзефа Августа Островского приступил к работе 27 октября 1917 года, 21 ноября получил согласие оккупационных властей на назначение и 26 ноября назначил Яна Кухажевского президентом министров (пол. Prezydent Ministrów) первого правительства, персональный состав которого был утверждён Регентским советом 13 декабря 1917 года. В тот же день правительство разрешило своим членам взять на себя управление надзираемыми переходной комиссией департаментами, 2 февраля 1918 года Кухажевский принял на себя полномочия коронного маршалека, возглавив комиссию, а департаменты были преобразованы в министерства; формирование правительства оставалось полномочием Регентского совета до наделения 14 ноября 1918 года Пилсудского мандатом временного начальника государства (пол. Tymczasowy naczelnik państwa).
|        | Портрет | Имя (годы жизни)                                                  | Полномочия      | Полномочия      | Партия                                   | Кабинет     | Пр.                  |
| Начало | Портрет | Имя (годы жизни)                                                  | Окончание       |                 | Партия                                   | Кабинет     | Пр.                  |
| ------ | ------- | ----------------------------------------------------------------- | --------------- | --------------- | ---------------------------------------- | ----------- | -------------------- |
| 1 (I)  |         | Ян Кухажевский (1876—1952) пол. Jan Kucharzewski                  | 26 ноября 1917  | 27 февраля 1918 | независимый                              | Кухажевский | [ 11 ] [ 12 ] [ 13 ] |
| —      |         | Антоний Юзеф Пониковский (1878—1949) пол. Antoni Józef Ponikowski | 27 февраля 1918 | 4 апреля 1918   | Национально-демократическая партия       | Пониковский | [ 14 ] [ 15 ] [ 16 ] |
| 2      |         | Ян Кантий Стечковский (1862—1929) пол. Jan Kanty Steczkowski      | 4 апреля 1918   | 2 октября 1918  | Партия строительства объединённой Польши | Стечковский | [ 17 ] [ 18 ]        |
| —      |         | Ян Кухажевский (1876—1952) пол. Jan Kucharzewski                  | 2 октября 1918  | 9 октября 1918  | независимый                              | Стечковский | [ 11 ] [ 12 ] [ 13 ] |
| и. о.  |         | Бохдан Броневский (1855—1952) пол. Bohdan Broniewski              | 9 октября 1918  | 23 октября 1918 | независимый                              | Стечковский | [ 19 ]               |
| 3      |         | Юзеф Свежиньский (1868—1948) пол. Józef Świeżyński                | 23 октября 1918 | 3 ноября 1918   | Национально-демократическая партия       | Свежиньский | [ 20 ] [ 21 ]        |
| —      |         | Владислав Врублевский (1875—1951) пол. Władysław Wróblewski       | 3 ноября 1918   | 14 ноября 1918  | независимый                              | Врублевский | [ 22 ]               |

## Люблинское правительство (1918)
В ходе распада Австро-Венгерской империи польские депутаты рейхсрата 7 ноября 1918 года провозгласили образование польской республики и создание в Люблине временного народного правительства Польской Республики (пол. Tymczasowy Rząd Ludowy Republiki Polskiej) во главе с одним из лидеров Польской социал-демократической партии Галиции и Тешинской Силезии Игнацием Дашиньским, избранным премьер-министром (пол. premier). 10 ноября в Варшаву прибыл освобождённый из магдебургской крепости Юзеф Пилсудский, на следующий день Регентский совет передал ему военное командование, а 14 ноября 1918 года наделил его мандатом временного начальника государства (пол. Tymczasowy naczelnik państwa) и самораспустился вместе со своим правительственным комитетом Владислава Врублевского. 11 ноября в Варшаву выехал Дашиньский и на следующий день подал Пилсудскому прошение об отставке, принятое 17 ноября 1918 года.
Курсивом на сером фоне показаны даты начала и окончания полномочий Станислава Тугутта, замещавшего Игнация Дашиньского после его отъезда из Люблина в Варшаву.
|        | Портрет | Имя (годы жизни)                                                     | Полномочия     | Полномочия     | Партия | Кабинет    | Пр.                  |
| Начало | Портрет | Имя (годы жизни)                                                     | Окончание      |                | Партия | Кабинет    | Пр.                  |
| ------ | ------- | -------------------------------------------------------------------- | -------------- | -------------- | --- | ---------- | -------------------- |
| 4      |         | Игнаций Эварыст Дашиньский (1866—1936) пол. Ignacy Ewaryst Daszyński | 7 ноября 1918  | 17 ноября 1918 | Польская социал-демократическая партия Галиции и Тешинской Силезии в коалиции с Польской социалистической партией, Польской народной партией «Освобождение», Национальным союзом народа и Конвентом организации «А» | Дашиньский | [ 23 ] [ 24 ] [ 25 ] |
| и. о.  |         | Станислав Аугуст Тугутт (1873—1941) пол. Stanisław August Thugutt    | 11 ноября 1918 | 17 ноября 1918 | Польская народная партия «Освобождение» в той же коалиции | Дашиньский | [ 26 ] [ 27 ] [ 28 ] |

## Польская Республика (1918—1939)

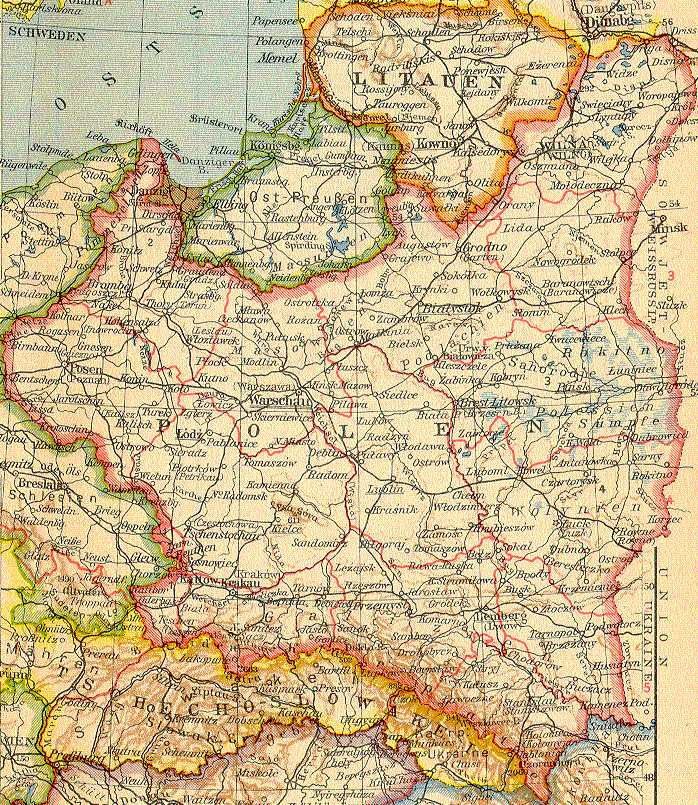
Польша (1920—1939)

Польская Республика, известная как Вторая Речь Посполитая (пол. Rzeczpospolita Polska, II Rzeczpospolita) — польское государство, восстановленное в 1918 году и подчёркивающее свою преемственность по отношению к Речи Посполитой (1569—1795), прекратившей существование в результате трёх разделов между Российской империей, Прусским королевством и Австрийской империей. Обычно её началом считаются события 11 ноября 1918 года, когда отряды Польской военной организации (пол. Polska Organizacja Wojskowa) разоружили германский гарнизон в Варшаве, куда накануне вернулся освобождённый из магдебургской крепости Юзеф Пилсудский. 14 ноября Регентский совет наделил его мандатом временного начальника государства (пол. Tymczasowy naczelnik państwa) и самораспустился вместе со своим правительственным комитетом Владислава Врублевского. 17 ноября Пилсудский принял отставку оппозиционного по отношению к Регентскому совету люблинского временного народного правительства и назначил правительство Енджея Морачевского. 28 ноября Польша была разделена на избирательные округа, однако их список представлял собой скорее декларацию о польских территориальных претензиях, чем отражал реальное положение дел.
Избранный на прошедших 26 января 1919 года выборах Законодательный сейм 20 февраля 1919 года подтвердил назначение Пилсудского «начальником государства» (пол. Naczelnik państwa) и полномочия правительства во главе с президентом министров (пол. Prezydent Ministrów), а 17 марта 1921 года принял конституцию, утвердившую республиканский строй. Ранее использовавшиеся взаимозаменяемо названия «Польская Республика», «Республика Польша» и «Польское Государство» были заменены на Речь Посполитая (пол. Rzeczpospolita Polska), установлен двухпалатный парламент — Национальное собрание (в составе сейма и сената), избираемый на 5 лет всеобщим, равным и тайным голосованием; президент избирался обеими палатами на 7 лет; члены Совета министров утверждались сеймом по предложению президента, — как Председатель Совета министров (пол. Prezes Rady Ministrów), так и отдельные министры, с правом их отрешения. В мае 1926 года Юзеф Пилсудский осуществил государственный переворот, установив авторитарный режим «санации государства», сводящий на нет основные конституционные положения.
16 января 1935 года была принята сенатом и 23 апреля 1935 года подписана президентом новая конституция, устанавливающая, что «Во главе государства стоит президент республики (…) В его лице сосредоточивается единая и неделимая государственная власть». Применительно к правительству это означало, что все министры назначались президентом по предложению председателя Совета министров, положение которого укреплялось: возглавляя Совет и организуя его работу, председатель персонально устанавливал принципы государственной политики, определявшие деятельность министров. Конституция установила политическую ответственность министров перед президентом, который мог их отрешить, и парламентскую ответственность перед сеймом и сенатом (имевшим право вотума недоверия, уравновешенным правом президента роспуска палат в случае несогласия) и конституционную ответственность перед государственным трибуналом.
После нападения на Польшу 1 сентября 1939 года нацистской Германии её правительство во главе с президентом Игнацием Мостицким бежало в Румынию, перейдя границу в ночь на 18 сентября 1939 года, однако вскоре было интернировано румынскими властями по требованию Рейха. СССР утром 17 сентября 1939 года направил свои войска к линии Керзона (предлагавшейся в 1919 году Верховным советом Антанты в качестве польской границы), установив контроль над районами к востоку от неё.
|                                                            | Портрет                                        | Имя (годы жизни)                                                                          | Полномочия                                     | Полномочия | Партия | Выборы                                         | Кабинет                                        | Пр.                                            |
| Начало                                                     | Портрет                                        | Имя (годы жизни)                                                                          | Окончание                                      | | Партия | Выборы                                         | Кабинет                                        | Пр.                                            |
| президент министров (пол. Prezydent Ministrów)             | президент министров (пол. Prezydent Ministrów) | президент министров (пол. Prezydent Ministrów)                                            | президент министров (пол. Prezydent Ministrów) | президент министров (пол. Prezydent Ministrów) | президент министров (пол. Prezydent Ministrów) | президент министров (пол. Prezydent Ministrów) | президент министров (пол. Prezydent Ministrów) | президент министров (пол. Prezydent Ministrów) |
| ---------------------------------------------------------- | ---------------------------------------------- | ----------------------------------------------------------------------------------------- | ---------------------------------------------- | --- | --- | ---------------------------------------------- | ---------------------------------------------- | ---------------------------------------------- |
| 5                                                          |                                                | Енджей Морачевский (1870—1944) пол. Jędrzej Moraczewski                                   | 17 ноября 1918                                 | 16 января 1919 | Польская социал-демократическая партия Галиции и Тешинской Силезии в коалиции с Польской социалистической партией, Польской народной партией «Освобождение», Национальным союзом народа, Демократическим объединением, до 29 декабря 1918 года — с Польской народной партией «Пяст» и Народным объединением, после 29 декабря 1918 года — с Польской народной партией — Левыми, с участием независимых политиков | [ комм. 16 ]                                   | Морачевский                                    | [ 37 ] [ 38 ] [ 39 ]                           |
| 6                                                          |                                                | Игнаций Ян Падеревский (1860—1941) пол. Ignacy Jan Paderewski                             | 16 января 1919                                 | 9 декабря 1919 | независимый в коалиции с Польской социалистической партией, Польской народной партией «Пяст», Народно-национальным союзом, до 31 августа 1919 года — с Польской народной партией — Левыми, с 31 августа 1919 года — с Партией консервативных правых, до 2 сентября 1919 года — с Демократическим объединением, с участием независимых политиков | [ комм. 16 ]                                   | Падеревский                                    | [ 40 ] [ 41 ] [ 42 ]                           |
| 6                                                          | 1919                                           | Игнаций Ян Падеревский (1860—1941) пол. Ignacy Jan Paderewski                             | 16 января 1919                                 | 9 декабря 1919 | независимый в коалиции с Польской социалистической партией, Польской народной партией «Пяст», Народно-национальным союзом, до 31 августа 1919 года — с Польской народной партией — Левыми, с 31 августа 1919 года — с Партией консервативных правых, до 2 сентября 1919 года — с Демократическим объединением, с участием независимых политиков |                                                | Падеревский                                    | [ 40 ] [ 41 ] [ 42 ]                           |
| 7                                                          |                                                | Леопольд Скулский (1877—1940) пол. Leopold Skulski                                        | 13 декабря 1919                                | 9 июня 1920 | Национальное народное объединение в коалиции с Польской народной партией «Освобождение», Национальной рабочей партией, Польской народной партией «Пяст», Народно-национальным союзом и Партией консервативных правых, с участием независимых политиков | Скулский                                       | [ 43 ] [ 44 ] [ 45 ]                           |                                                |
| —                                                          |                                                | Винценты Витос (1874—1945) пол. Wincenty Witos                                            | 10 июня 1920                                   | 23 июня 1920 | Польская народная партия «Пяст» в той же коалиции | Скулский                                       | [ 46 ] [ 47 ] [ 48 ]                           |                                                |
| 8 (I)                                                      |                                                | Владислав Доминик Грабский (1874—1938) пол. Władysław Dominik Grabski                     | 23 июня 1920                                   | 24 июля 1920 | Народно-национальный союз в коалиции с Польской народной партией «Освобождение» и Польской народной партией «Пяст», с участием независимых политиков | Грабский—I                                     | [ 49 ] [ 50 ] [ 51 ]                           |                                                |
| 9 (I)                                                      |                                                | Винценты Витос (1874—1945) пол. Wincenty Witos                                            | 24 июля 1920                                   | 13 сентября 1921 | Польская народная партия «Пяст» в коалиции с Партией национальных правых, до 4 января 1921 года — с Польской социалистической партией, до 17 февраля 1921 года — с Польской народной партией «Освобождение», до 11 мая 1921 года — с Национальной рабочей партией, до 19 июня 1921 года — с Христианско-национальной трудовой партией, до 23 августа 1921 года — с Народно-национальным союзом и Национальным народным объединением, после 26 ноября 1920 года — с Мещанским объединением, с участием независимых политиков | Витос—I                                        | [ 46 ] [ 47 ] [ 48 ]                           |                                                |
| 10 (I—II)                                                  |                                                | Антоний Пониковский (1878—1949) пол. Antoni Ponikowski                                    | 19 сентября 1921                               | 5 марта 1922 | Христианско-национальная трудовая партия в коалиции с Партией национальных правых и до 22 октября 1921 года — с Национальным народным объединением, с участием независимых политиков | Пониковский—I                                  | [ 14 ] [ 15 ] [ 16 ]                           |                                                |
| 10 (I—II)                                                  | 10 марта 1922                                  | Антоний Пониковский (1878—1949) пол. Antoni Ponikowski                                    | 6 июня 1922                                    | Христианско-национальная трудовая партия в коалиции с Партией национальных правых и Национальным народным объединением, с участием независимых политиков | Пониковский—II |                                                | [ 14 ] [ 15 ] [ 16 ]                           |                                                |
| 11                                                         |                                                | Артур Сливиньский (1877—1953) пол. Artur Śliwiński                                        | 28 июня 1922                                   | 7 июля 1922 | Польская социалистическая партия с участием независимых политиков | Сливиньский                                    | [ 52 ] [ 53 ]                                  |                                                |
| 12                                                         |                                                | Юлиан Игнацы Новак (1865—1946) пол. Julian Ignacy Nowak                                   | 31 июля 1922                                   | 14 декабря 1922 | Партия национальных правых в коалиции с Польской социалистической партией, с участием независимых политиков | Новак                                          | [ 54 ] [ 55 ] [ 56 ]                           |                                                |
| председатель Совета министров (пол. Prezes Rady Ministrów) |                                                |                                                                                           |                                                | | |                                                |                                                |                                                |
| 13                                                         |                                                | генерал брони Владислав Эугениуш Сикорский (1865—1943) пол. Władysław Eugeniusz Sikorski  | 16 декабря 1922                                | 26 мая 1923 | независимый в коалиции с Польской социалистической партией, Партией национальных правых, с 13 января 1923 года — с Народно-национальным союзом, с участием независимых политиков | 1922                                           | Сикорский—I                                    | [ 57 ] [ 58 ] [ 59 ]                           |
| 9 (II)                                                     |                                                | Винценты Витос (1874—1945) пол. Wincenty Witos                                            | 28 мая 1923                                    | 14 декабря 1923 | Польская народная партия «Пяст» в коалиции с Христианско-национальной трудовой партией и Народно-национальным союзом, с участием независимых политиков | 1922                                           | Витос—II                                       | [ 46 ] [ 47 ] [ 48 ]                           |
| 8 (II)                                                     |                                                | Владислав Доминик Грабский (1874—1938) пол. Władysław Dominik Grabski                     | 19 декабря 1923                                | 14 ноября 1925 | Народно-национальный союз в коалиции с Христианско-национальной трудовой партией, Польской народной партией «Освобождение», с 27 июля 1924 года — с Партией национальных правых, с участием независимых политиков | 1922                                           | Грабский—II                                    | [ 49 ] [ 50 ] [ 51 ]                           |
| 14                                                         |                                                | Александр Юзеф Скшиньский (1882—1931) пол. Aleksander Józef Skrzyński                     | 20 ноября 1925                                 | 5 мая 1926 | Партия национальных правых в коалиции с Народно-национальным союзом, Христианско-национальной трудовой партией, Польской народной партией «Пяст», Национальной рабочей партией, до 20 апреля 1926 года — с Польской социалистической партией, с участием независимых политиков | 1922                                           | Скшиньский                                     | [ 60 ] [ 61 ] [ 62 ]                           |
| 9 (III)                                                    |                                                | Винценты Витос (1874—1945) пол. Wincenty Witos                                            | 10 мая 1926                                    | 14 мая 1926 | Польская народная партия «Пяст» в коалиции с Христианско-национальной трудовой партией, Народно-национальным союзом и Национальной рабочей партией, с участием независимых политиков | 1922                                           | Витос—III                                      | [ 46 ] [ 47 ] [ 48 ]                           |
| 15 (I—III)                                                 |                                                | Казимеж Владислав Бартель (1882—1941) пол. Kazimierz Władysław Bartel                     | 15 мая 1926                                    | 4 июня 1926 | независимый | 1922                                           | Бартель—I                                      | [ 63 ] [ 64 ] [ 65 ]                           |
| 15 (I—III)                                                 | 8 июня 1926                                    | Казимеж Владислав Бартель (1882—1941) пол. Kazimierz Władysław Bartel                     | 24 сентября 1926                               | Бартель—II | независимый | 1922                                           |                                                | [ 63 ] [ 64 ] [ 65 ]                           |
| 15 (I—III)                                                 | 27 сентября 1926                               | Казимеж Владислав Бартель (1882—1941) пол. Kazimierz Władysław Bartel                     | 30 сентября 1926                               | Бартель—III | независимый | 1922                                           |                                                | [ 63 ] [ 64 ] [ 65 ]                           |
| 16 (I)                                                     |                                                | маршал Польши Юзеф Клеменс Пилсудский (1867—1935) пол. Józef Klemens Piłsudski            | 2 октября 1926                                 | 27 июня 1928 | независимый поддержан частью социалистов; в ноябре 1927 года его сторонниками был создан Беспартийный блок сотрудничества с правительством | 1922                                           | Пилсудский—I                                   | [ 66 ] [ 67 ] [ 68 ]                           |
| 16 (I)                                                     | 1928                                           | маршал Польши Юзеф Клеменс Пилсудский (1867—1935) пол. Józef Klemens Piłsudski            | 2 октября 1926                                 | 27 июня 1928 | независимый поддержан частью социалистов; в ноябре 1927 года его сторонниками был создан Беспартийный блок сотрудничества с правительством |                                                | Пилсудский—I                                   | [ 66 ] [ 67 ] [ 68 ]                           |
| 15 (IV)                                                    |                                                | Казимеж Владислав Бартель (1882—1941) пол. Kazimierz Władysław Bartel                     | 27 июня 1928                                   | 13 апреля 1929 | Беспартийный блок сотрудничества с правительством в коалиции с Польской социалистической партией — Прежней революционной фракцией, с участием независимых политиков | Бартель—IV                                     | [ 63 ] [ 64 ] [ 65 ]                           |                                                |
| 17                                                         |                                                | Казимеж Станислав Свитальский (1886—1962) пол. Kazimierz Stanisław Świtalski              | 14 апреля 1929                                 | 7 декабря 1929 | Беспартийный блок сотрудничества с правительством в коалиции с Польской социалистической партией — Прежней революционной фракцией, с участием независимых политиков | Свитальский                                    | [ 69 ] [ 70 ] [ 71 ]                           |                                                |
| 15 (V)                                                     |                                                | Казимеж Владислав Бартель (1882—1941) пол. Kazimierz Władysław Bartel                     | 29 декабря 1929                                | 15 марта 1930 | Беспартийный блок сотрудничества с правительством с участием независимых политиков | Бартель—V                                      | [ 63 ] [ 64 ] [ 65 ]                           |                                                |
| 18 (I)                                                     |                                                | Валерий Ян Славек (1879—1939) пол. Walery Jan Sławek                                      | 29 марта 1930                                  | 23 августа 1930 | Беспартийный блок сотрудничества с правительством с участием независимых политиков | Славек—I                                       | [ 72 ] [ 73 ] [ 74 ]                           |                                                |
| 16 (II)                                                    |                                                | маршал Польши Юзеф Клеменс Пилсудский (1867—1935) пол. Józef Klemens Piłsudski            | 25 августа 1930                                | 4 декабря 1930 | независимый при поддержке Беспартийного блока сотрудничества с правительством, с участием независимых политиков | Пилсудский—II                                  | [ 66 ] [ 67 ] [ 68 ]                           |                                                |
| 18 (II)                                                    |                                                | Валерий Ян Славек (1879—1939) пол. Walery Jan Sławek                                      | 4 декабря 1930                                 | 26 мая 1931 | Беспартийный блок сотрудничества с правительством с участием независимых политиков | 1930                                           | Славек—II                                      | [ 72 ] [ 73 ] [ 74 ]                           |
| 19                                                         |                                                | Александер Бляжей Прыстор (1874—1941) пол. Aleksander Błażej Prystor                      | 27 мая 1931                                    | 9 мая 1933 | Беспартийный блок сотрудничества с правительством с участием независимых политиков | 1930                                           | Прыстор                                        | [ 75 ] [ 76 ] [ 77 ]                           |
| 20                                                         |                                                | Януш Енджеевич (1885—1951) пол. Janusz Jędrzejewicz                                       | 10 мая 1933                                    | 13 мая 1934 | Беспартийный блок сотрудничества с правительством с участием независимых политиков | 1930                                           | Енджеевич                                      | [ 78 ] [ 79 ] [ 80 ]                           |
| 21                                                         |                                                | Леон Тадеуш Козловский (1892—1944) пол. Leon Tadeusz Kozłowski                            | 15 мая 1934                                    | 28 марта 1935 | Беспартийный блок сотрудничества с правительством с участием независимых политиков | 1930                                           | Козловский                                     | [ 81 ] [ 82 ] [ 83 ]                           |
| 18 (III)                                                   |                                                | Валерий Ян Славек (1879—1939) пол. Walery Jan Sławek                                      | 28 марта 1935                                  | 12 октября 1935 | Беспартийный блок сотрудничества с правительством с участием независимых политиков | 1930                                           | Славек—III                                     | [ 72 ] [ 73 ] [ 74 ]                           |
| 22                                                         |                                                | Мариан Зындрам-Косцялковский (1892—1946) пол. Marian Zyndram-Kościałkowski                | 13 октября 1935                                | 15 мая 1936 | независимый | 1935                                           | Зындрам-Косцялковский                          | [ 84 ] [ 85 ] [ 86 ]                           |
| 23                                                         |                                                | генерал дивизии Фелициан Славой-Складковский (1885—1962) пол. Felicjan Sławoj Składkowski | 15 мая 1936                                    | 30 сентября 1939 | независимый | 1935                                           | Славой-Складковский                            | [ 87 ] [ 88 ] [ 89 ]                           |
|                                                            | Лагерь национального объединения               | генерал дивизии Фелициан Славой-Складковский (1885—1962) пол. Felicjan Sławoj Składkowski | 15 мая 1936                                    | 30 сентября 1939 | | 1935                                           | Славой-Складковский                            | [ 87 ] [ 88 ] [ 89 ]                           |
| 1938                                                       |                                                | генерал дивизии Фелициан Славой-Складковский (1885—1962) пол. Felicjan Sławoj Składkowski | 15 мая 1936                                    | 30 сентября 1939 | |                                                | Славой-Складковский                            | [ 87 ] [ 88 ] [ 89 ]                           |

## Правительство Польши в изгнании (1939—1990)
Правительство Польши в изгнании (пол. Rząd Rzeczypospolitej Polskiej na uchodźstwie) — правительство Республики Польша, действовавшее после бегства из страны в сентябре 1939 года её верховного руководства во время немецкой оккупации. Во время войны и в первые послевоенные годы оно руководило Польским подпольным государством, формированиями польских вооружённых сил на Западе и подпольем в самой Польше (Армия Крайова, Свобода и Независимость). Местопребыванием правительства были последовательно Париж (с 30 сентября 1939 года), Анже (с ноября 1939 года) и Лондон (с ноября 1940 года). Первым руководителем правительства 30 сентября 1939 года был назначен генерал брони Владислав Сикорский, который создал коалиционный кабинет.
28 июня 1945 года в соответствии с Ялтинскими договорённостями Временное правительство Польской Республики (созданное 31 декабря 1944 года Крайовой Радой Народовой) на базе образованного в Москве Польского комитета национального освобождения) было расширено за счёт деятелей из самой Польши и поляков из-за границы и преобразовано во Временное правительство национального единства. 5 июля 1945 года Великобритания и США отозвали признание правительства в изгнании, на Потсдамской конференции в августе 1945 года участниками было заявлено, что его «больше не существует». Последними государствами, признававшими эмигрантское правительство Польши, оставались Ирландия, Испания и Святой престол (до 1958 года). Формально оно завершило деятельность после принятия Лехом Валенсой присяги в качестве президента Польши и передачи ему исторических президентских регалий от президента в изгнании Рышарда Качоровского.
|           | Портрет         | Имя (годы жизни)                                                                                       | Полномочия       | Полномочия       | Партия | Кабинет       | Пр.                     |
| Начало    | Портрет         | Имя (годы жизни)                                                                                       | Окончание        |                  | Партия | Кабинет       | Пр.                     |
| --------- | --------------- | --- | ---------------- | ---------------- | --- | ------------- | ----------------------- |
| А (II)    |                 | генерал брони Владислав Эугениуш Сикорский (1865—1943) пол. Władysław Eugeniusz Sikorski               | 30 сентября 1939 | 18 июля 1940     | независимый в коалиции с Национальной партией, со 2 октября 1939 года — с Польской социалистической партией, с 3 октября 1939 года — с Народной партией и Партией труда, с участием независимых политиков | Сикорский—II  | [ 57 ] [ 58 ] [ 59 ]    |
| —         |                 | Аугуст Залеский (1883—1972) пол. August Zaleski                                                        | 18 июля 1940     | 20 июля 1940     | независимый | Сикорский—II  | [ 93 ] [ 94 ] [ 95 ]    |
| А (III)   |                 | генерал брони Владислав Эугениуш Сикорский (1865—1943) пол. Władysław Eugeniusz Sikorski               | 20 июля 1940     | 4 июля 1943      | независимый в коалиции с Национальной партией, Польской социалистической партией, Народной партией и Партией труда, с участием независимых политиков                                                      | Сикорский—III | [ 57 ] [ 58 ] [ 59 ]    |
| и. о.     |                 | Станислав Миколайчик (1901—1966) пол. Stanisław Mikołajczyk                                            | 4 июля 1943      | 14 июля 1943     | Народная партия в коалиции с Национальной партией, Польской социалистической партией и Партией труда, с участием независимых политиков                                                                    | Сикорский—III | [ 96 ] [ 97 ] [ 98 ]    |
| Б         | 14 июля 1943    | Станислав Миколайчик (1901—1966) пол. Stanisław Mikołajczyk                                            | 24 ноября 1944   | Миколайчик       | Народная партия в коалиции с Национальной партией, Польской социалистической партией и Партией труда, с участием независимых политиков                                                                    |               | [ 96 ] [ 97 ] [ 98 ]    |
| В         |                 | Томаш Стефан Арцишевский (1877—1955) пол. Tomasz Stefan Arciszewski                                    | 29 ноября 1944   | 2 июля 1947      | Польская социалистическая партия в коалиции с Национальной партией, Народной партией и Партией труда, с участием независимых политиков                                                                    | Арцишевский   | [ 99 ] [ 100 ] [ 101 ]  |
| Г         |                 | генерал-майор Тадеуш Коморовский (1895—1966) пол. Tadeusz Komorowski                                   | 2 июля 1947      | 10 февраля 1949  | независимый в коалиции с Национальной партией, Польской социалистической партией и Партией труда, с участием независимых политиков                                                                        | Коморовский   | [ 102 ] [ 103 ] [ 104 ] |
| Д         |                 | Тадеуш Томашевский (1881—1950) пол. Tadeusz Tomaszewski                                                | 7 апреля 1949    | 10 августа 1950  | Польская социалистическая партия до 20 июля 1949 года — в коалиции с Народной партией «Свобода» | Томашевский   | [ 105 ] [ 106 ] [ 107 ] |
| Е         |                 | генерал бригады Роман Владислав Одзежинский (1892—1975) пол. Roman Władysław Odzierzyński              | 25 сентября 1950 | 8 декабря 1953   | независимый в коалиции с Партией труда и Лигой польской независимости, с участием независимых политиков                                                                                                   | Одзежинский   | [ 108 ] [ 109 ] [ 110 ] |
| Ж         |                 | Ежи Хриневский (1895—1978) пол. Jerzy Hryniewski наст. имя Миколай Доляновский пол. Mikołaj Dolanowski | 18 января 1954   | 13 мая 1954      | Лига польской независимости с участием независимых политиков | Хриневский    | [ 111 ] [ 112 ] [ 113 ] |
| З         |                 | Станислав Мацкевич (1895—1978) пол. Stanisław Mackiewicz                                               | 8 июня 1954      | 21 июня 1955     | независимый с 5 августа 1954 года — в коалиции с Польской социалистической партией, с участием независимых политиков                                                                                      | Мацкевич      | [ 114 ] [ 115 ] [ 116 ] |
| И         |                 | Гугон Ганке (1904—1964) пол. Hugon Hanke                                                               | 8 августа 1955   | 11 сентября 1955 | Партия труда в коалиции с Польской социалистической партией, с участием независимых политиков | Ханке         | [ 117 ] [ 118 ] [ 119 ] |
| К (I—III) |                 | Антоний Паёнк (1893—1965) пол. Antoni Pająk                                                            | 11 сентября 1955 | 28 марта 1957    | Польская социалистическая партия с участием независимых политиков | Паёнк—I       | [ 120 ] [ 121 ] [ 122 ] |
| К (I—III) | 28 марта 1957   | Антоний Паёнк (1893—1965) пол. Antoni Pająk                                                            | 9 октября 1963   | Паёнк—II         | Польская социалистическая партия с участием независимых политиков |               | [ 120 ] [ 121 ] [ 122 ] |
| К (I—III) | 9 октября 1963  | Антоний Паёнк (1893—1965) пол. Antoni Pająk                                                            | 14 июня 1965     | Паёнк—III        | Польская социалистическая партия с участием независимых политиков |               | [ 120 ] [ 121 ] [ 122 ] |
| Л         |                 | Александер Завиша (1896—1977) пол. Aleksander Zawisza                                                  | 25 июня 1965     | 9 июня 1970      | независимый | Завиша        | [ 123 ] [ 124 ]         |
| М         |                 | Зыгмунт Мухневский (1896—1979) пол. Zygmunt Muchniewski                                                | 20 июля 1970     | 13 июля 1972     | Партия труда с участием независимых политиков | Мухневский    | [ 125 ]                 |
| Н (I—II)  |                 | Альфред Урбаньский (1899—1983) пол. Alfred Urbański                                                    | 18 июля 1972     | 15 декабря 1973  | Польская социалистическая партия с участием независимых политиков | Урбаньский—I  | [ 126 ] [ 127 ]         |
| Н (I—II)  | 15 декабря 1973 | Альфред Урбаньский (1899—1983) пол. Alfred Urbański                                                    | 15 июля 1976     | Урбаньский—II    | Польская социалистическая партия с участием независимых политиков |               | [ 126 ] [ 127 ]         |
| О (I—IV)  |                 | Казимеж Александер Саббат (1913—1989) пол. Kazimierz Aleksander Sabbat                                 | 5 августа 1976   | 12 июня 1978     | независимый | Саббат—I      | [ 128 ] [ 129 ] [ 130 ] |
| О (I—IV)  | 12 июня 1978    | Казимеж Александер Саббат (1913—1989) пол. Kazimierz Aleksander Sabbat                                 | 9 апреля 1979    | Саббат—II        | независимый |               | [ 128 ] [ 129 ] [ 130 ] |
| О (I—IV)  | 9 апреля 1979   | Казимеж Александер Саббат (1913—1989) пол. Kazimierz Aleksander Sabbat                                 | 17 декабря 1983  | Саббат—III       | независимый |               | [ 128 ] [ 129 ] [ 130 ] |
| О (I—IV)  | 17 декабря 1983 | Казимеж Александер Саббат (1913—1989) пол. Kazimierz Aleksander Sabbat                                 | 7 апреля 1986    | Саббат—IV        | независимый |               | [ 128 ] [ 129 ] [ 130 ] |
| П (I—II)  |                 | Эдвард Францишек Щепаник (1926—2002) пол. Edward Franciszek Szczepanik                                 | 7 апреля 1986    | 1 ноября 1989    | Лига польской независимости с участием независимых политиков | Щепаник—I     | [ 131 ] [ 132 ] [ 133 ] |
| П (I—II)  | 1 ноября 1989   | Эдвард Францишек Щепаник (1926—2002) пол. Edward Franciszek Szczepanik                                 | 22 ноября 1990   | Щепаник—II       | Лига польской независимости с участием независимых политиков |               | [ 131 ] [ 132 ] [ 133 ] |

## Послевоенный период (1944—1952)

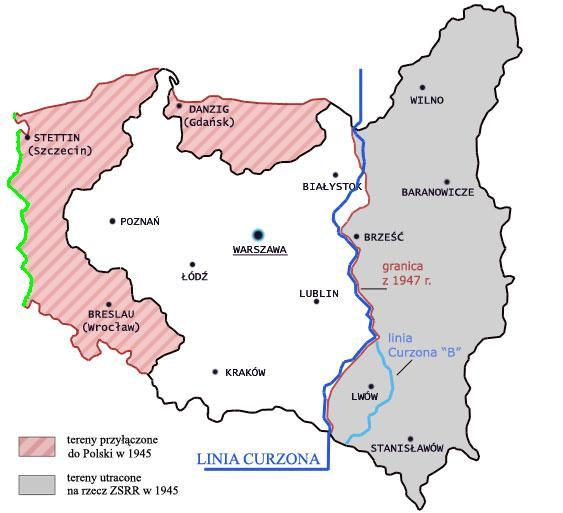
Польша в 1945 г.

1 января 1944 года в противовес лондонскому правительству Польши в изгнании была создана Крайова Рада Народова (пол. Krajowa Rada Narodowa, «государственный национальный совет»), политическая организация, в последующем преобразованная в парламент, просуществовавший до 4 февраля 1947 года. В то время, когда Красная Армия перешла Западный Буг, в СССР находилась делегация Крайовой Рады Народовой, имевшая полномочия для создания своего исполнительного органа. Такой орган с правительственными функциями, Польский комитет национального освобождения (ПКНО, пол. Polski Komitet Wyzwolenia Narodowego), был образован 21 июля 1944 года в Москве, а с 1 августа начал работать в освобождённом Люблине. 31 декабря 1944 года ПКНО был преобразован во Временное правительство Польской Республики (ВППР). 1 февраля 1945 года ВППР переехало из Люблина в Варшаву и к окончанию войны создало структуры своей администрации на всей территории Польши (исключая Щецин), при советском военном контроле. 28 июня 1945 года в соответствии с Ялтинскими договорённостями состав ВППР был расширен, включив и представителей эмиграции, и оно было преобразовано во Временное правительство национального единства (ВПНЕ). Летом 1945 года были установлены новые границы Польши: восточная прошла в основном по линии Керзона (на карте-схеме показана синим цветом, серой заливкой показаны территории, отшедшие от Польши к СССР), западная — по линии Одер — Нейсе (показана зелёным цветом, заштрихованы территории, отшедшие от Германии к Польше). ВПНЕ ушло в отставку 6 февраля 1947 года после проведения выборов в Законодательный сейм и формирования им правительства под председательством Юзефа Циранкевича.
|            | Портрет | Имя (годы жизни) | Полномочия     | Полномочия | Партия | Выборы | Кабинет      | Должность | Пр.                     |
| Начало     | Портрет | Имя (годы жизни) | Окончание      | | Партия | Выборы | Кабинет      | Должность | Пр.                     |
| ---------- | --- | --- | -------------- | --- | --- | --- | ------------ | --- | ----------------------- |
| 24 (I—III) | | Эдвард Осубка-Моравский (1909—1997) пол. Edward Osóbka-Morawski урожд. Эдвард Болеслав Осубка пол. Edward Bolesław Osóbka | 21 июля 1944   | 31 декабря 1944 | Польская социалистическая партия в коалиции с Польской рабочей партией, Демократической партией, Союзом польских патриотов и Народной партией «Воля народа», с участием независимых политиков | | ПКНО         | председатель Польского комитета национального освобождения пол. przewodniczący Polskiego Komitetu Wyzwolenia Narodowego | [ 135 ] [ 136 ] [ 137 ] |
| 24 (I—III) | 31 декабря 1944 | Эдвард Осубка-Моравский (1909—1997) пол. Edward Osóbka-Morawski урожд. Эдвард Болеслав Осубка пол. Edward Bolesław Osóbka | 28 июня 1945   | Польская социалистическая партия в коалиции с Польской рабочей партией, Демократической партией и Народной партией                                       | Временное правительство | председатель временного правительства пол. przewodniczący rządu tymczasowego                                           |              | | [ 135 ] [ 136 ] [ 137 ] |
| 24 (I—III) | 28 июня 1945 | Эдвард Осубка-Моравский (1909—1997) пол. Edward Osóbka-Morawski урожд. Эдвард Болеслав Осубка пол. Edward Bolesław Osóbka | 5 февраля 1947 | Польская социалистическая партия в коалиции с Польской рабочей партией, Демократической партией, Народной партией, Партией труда и Народной партии «Рох» | Временное правительство национального единства | председатель Временного правительства национального единства пол. przewodniczący Tymczasowego Rządu Jedności Narodowej |              | | [ 135 ] [ 136 ] [ 137 ] |
| 25 (I)     | | Юзеф Адам Зигмунт Циранкевич (1911—1989) пол. Józef Adam Zygmund Cyrankiewicz                                             | 5 февраля 1947 | 20 ноября 1952 | На момент формирования: Польская рабочая партия в коалиции с Польской социалистической партией, Демократической партией и Народной партией                                                    | 1947 | Циранкевич—I | председатель Совета министров пол. prezes Rady Ministrów                                                                | [ 138 ] [ 139 ] [ 140 ] |
|            | При завершении работы: Польская объединённая рабочая партия в коалиции с Демократической партией и Объединённой народной партией | Юзеф Адам Зигмунт Циранкевич (1911—1989) пол. Józef Adam Zygmund Cyrankiewicz                                             | 5 февраля 1947 | 20 ноября 1952 | | 1947 | Циранкевич—I | председатель Совета министров пол. prezes Rady Ministrów                                                                | [ 138 ] [ 139 ] [ 140 ] |

## Польская Народная Республика (1952—1989)

Герб ПНР

Польская Народная Республика (ПНР, пол. Polska Rzeczpospolita Ludowa) — официальное название Польши в период с 1952 по 1989 год, в соответствии с конституцией ПНР, принятой 22 июля 1952 года (в 1976 году в неё были внесены существенные поправки). Согласно конституции, коллективным главой государства до 1989 года являлся Государственный совет, избираемый однопалатным сеймом на 4 года, позже — президент; исполнительным органом являлся назначаемый сеймом Совет министров во главе с председателем (пол. Prezes Rady Ministrów). Прекращение полномочий действующего председателя (с одновременным назначением нового) означало отставку правительства и поручение ему продолжать исполнять обязанности до принятия Сеймом резолюции, выражающей новому кабинету вотум доверия в составе, предложенном назначенным ранее председателем Совета министров. В государстве доминировала Польская объединённая рабочая партия; другие партии, а также профсоюзные, молодёжные и другие общественные организации, были объединены в возглавляемую ею социально-политическую организацию (выступавшую также как избирательный блок) — с 1952 года называвшуюся Национальный фронт (пол. Front Narodowy, с 1956 года — Фронт единства народа (пол. Front Jedności Narodu), в 1983 году преобразованную в Патриотическое движение национального возрождения (пол. Patriotyczny Ruch Odrodzenia Narodowego).
В 1988 году профсоюз «Солидарность» организовал общенациональную забастовку и вынудил председателя Государственного совета и Первого секретаря ЦК ПОРП Войцеха Ярузельского провести в сентябре 1988 года переговоры с лидером «Солидарности» Лехом Валенсой, на которых было достигнуто соглашение о созыве «круглого стола» между правительством и оппозицией. Прошедший с 6 февраля по 4 апреля 1989 года круглый стол завершился подписанием соглашения, включавшего проведение свободных выборов, введение поста президента и верхней палаты парламента. Избранные по спискам «Солидарности» на состоявшихся в июне парламентских выборах депутаты объединились в Гражданский парламентский клуб (заняв 99 из 100 мест в Сенате и все 161 избираемое место в Сейме, — остальные депутатские места подлежали распределению по квотам Патриотического движения национального возрождения). После того, как представитель ПОРП генерал брони Чеслав Кищак не смог сформировать Совет министров, его возглавили Тадеуш Мазовецкий (председатель) и Лешек Бальцерович (вице-премьер и министр финансов), начавшие радикальные рыночные и демократические реформы. 29 декабря 1989 года стране было возвращено историческое название Польская Республика (пол. Rzeczpospolita Polska).
|           | Портрет         | Имя (годы жизни)                                                                     | Полномочия       | Полномочия       | Партия | Выборы                            | Кабинет                 | Пр.                     |
| Начало    | Портрет         | Имя (годы жизни)                                                                     | Окончание        |                  | Партия | Выборы                            | Кабинет                 | Пр.                     |
| --------- | --------------- | ------------------------------------------------------------------------------------ | ---------------- | ---------------- | --- | --------------------------------- | ----------------------- | ----------------------- |
| 26        |                 | Болеслав Берут (1892—1956) пол. Bolesław Bierut                                      | 20 ноября 1952   | 18 марта 1954    | Польская объединённая рабочая партия в коалиции с Демократической партией и Объединённой крестьянской партией              | 1952                              | Берут / Циранкевич      | [ 144 ] [ 145 ] [ 146 ] |
| 25 (II—V) |                 | Юзеф Адам Зигмунт Циранкевич (1911—1989) пол. Józef Adam Zygmund Cyrankiewicz        | 18 марта 1954    | 20 февраля 1957  | Польская объединённая рабочая партия в коалиции с Демократической партией и Объединённой крестьянской партией              | 1952                              | Берут / Циранкевич      | [ 138 ] [ 139 ] [ 140 ] |
| 25 (II—V) | 20 февраля 1957 | Юзеф Адам Зигмунт Циранкевич (1911—1989) пол. Józef Adam Zygmund Cyrankiewicz        | 15 мая 1961      | 1957             | Польская объединённая рабочая партия в коалиции с Демократической партией и Объединённой крестьянской партией              | Циранкевич—II                     |                         | [ 138 ] [ 139 ] [ 140 ] |
| 25 (II—V) | 15 мая 1961     | Юзеф Адам Зигмунт Циранкевич (1911—1989) пол. Józef Adam Zygmund Cyrankiewicz        | 24 июня 1965     | 1961             | Польская объединённая рабочая партия в коалиции с Демократической партией и Объединённой крестьянской партией              | Циранкевич—III                    |                         | [ 138 ] [ 139 ] [ 140 ] |
| 25 (II—V) | 24 июня 1965    | Юзеф Адам Зигмунт Циранкевич (1911—1989) пол. Józef Adam Zygmund Cyrankiewicz        | 27 февраля 1969  | 1965             | Польская объединённая рабочая партия в коалиции с Демократической партией и Объединённой крестьянской партией              | Циранкевич—IV                     |                         | [ 138 ] [ 139 ] [ 140 ] |
| 25 (II—V) | 27 февраля 1969 | Юзеф Адам Зигмунт Циранкевич (1911—1989) пол. Józef Adam Zygmund Cyrankiewicz        | 23 декабря 1970  | 1969             | Польская объединённая рабочая партия в коалиции с Демократической партией и Объединённой крестьянской партией              | Циранкевич / Ярошевич             |                         | [ 138 ] [ 139 ] [ 140 ] |
| 25 (II—V) | 27 февраля 1969 | Юзеф Адам Зигмунт Циранкевич (1911—1989) пол. Józef Adam Zygmund Cyrankiewicz        | 23 декабря 1970  | 1972             | Польская объединённая рабочая партия в коалиции с Демократической партией и Объединённой крестьянской партией              | Циранкевич / Ярошевич             |                         | [ 138 ] [ 139 ] [ 140 ] |
| 27        |                 | Пётр Ярошевич (1909—1992) пол. Piotr Jaroszewicz                                     | 23 декабря 1970  | 28 марта 1972    | Польская объединённая рабочая партия в коалиции с Демократической партией и Объединённой крестьянской партией              | Циранкевич / Ярошевич             | [ 147 ] [ 148 ] [ 149 ] |                         |
| 27        | 28 марта 1972   | Пётр Ярошевич (1909—1992) пол. Piotr Jaroszewicz                                     | 25 марта 1976    | Ярошевич         | Польская объединённая рабочая партия в коалиции с Демократической партией и Объединённой крестьянской партией              |                                   | [ 147 ] [ 148 ] [ 149 ] |                         |
| 27        | 25 марта 1976   | Пётр Ярошевич (1909—1992) пол. Piotr Jaroszewicz                                     | 18 февраля 1980  | 1976             | Польская объединённая рабочая партия в коалиции с Демократической партией и Объединённой крестьянской партией              | Ярошевич / Бабюх                  | [ 147 ] [ 148 ] [ 149 ] |                         |
| 28        |                 | Эдвард Миколай Бабюх (1927—2021) пол. Edward Mikołaj Babiuch                         | 18 февраля 1980  | 1976             | Польская объединённая рабочая партия в коалиции с Демократической партией и Объединённой крестьянской партией              | Ярошевич / Бабюх                  | 2 апреля 1980           | [ 150 ] [ 151 ] [ 152 ] |
| 28        | 2 апреля 1980   | Эдвард Миколай Бабюх (1927—2021) пол. Edward Mikołaj Babiuch                         | 24 августа 1980  | 1980             | Польская объединённая рабочая партия в коалиции с Демократической партией и Объединённой крестьянской партией              | Бабюх / Пиньковский / Ярузельский |                         | [ 150 ] [ 151 ] [ 152 ] |
| и. о.     |                 | Юзеф Пиньковский (1929—2000) пол. Józef Pińkowski                                    | 24 августа 1980  | 1980             | Польская объединённая рабочая партия в коалиции с Демократической партией и Объединённой крестьянской партией              | Бабюх / Пиньковский / Ярузельский | 5 сентября 1980         | [ 153 ] [ 154 ] [ 155 ] |
| 29        | 5 сентября 1980 | Юзеф Пиньковский (1929—2000) пол. Józef Pińkowski                                    | 11 февраля 1981  | 1980             | Польская объединённая рабочая партия в коалиции с Демократической партией и Объединённой крестьянской партией              | Бабюх / Пиньковский / Ярузельский |                         | [ 153 ] [ 154 ] [ 155 ] |
| 30        |                 | генерал армии Войцех Витольд Ярузельский (1923—2014) пол. Wojciech Witold Jaruzelski | 11 февраля 1981  | 1980             | Польская объединённая рабочая партия в коалиции с Демократической партией и Объединённой крестьянской партией              | Бабюх / Пиньковский / Ярузельский | 6 ноября 1985           | [ 156 ] [ 157 ] [ 158 ] |
| 31        |                 | Збигнев Стефан Месснер (1929—2014) пол. Zbigniew Stefan Messner                      | 6 ноября 1985    | 27 сентября 1988 | Польская объединённая рабочая партия в коалиции с Демократической партией и Объединённой крестьянской партией              | 1985                              | Месснер                 | [ 159 ] [ 160 ] [ 161 ] |
| 32        |                 | Мечислав Францишек Раковский (1926—2008) пол. Mieczysław Franciszek Rakowski         | 27 сентября 1988 | 4 августа 1989   | Польская объединённая рабочая партия в коалиции с Демократической партией и Объединённой крестьянской партией              | 1985                              | Раковский               | [ 162 ] [ 163 ] [ 164 ] |
| —         |                 | генерал брони Чеслав Ян Кищак (1925—2015) пол. Czesław Jan Kiszczak                  | 4 августа 1989   | 24 августа 1989  | Польская объединённая рабочая партия в коалиции с Демократической партией и Объединённой крестьянской партией              | 1989                              | Раковский               | [ 165 ] [ 166 ] [ 167 ] |
| 33        |                 | Тадеуш Мазовецкий (1927—2013) пол. Tadeusz Mazowiecki                                | 24 августа 1989  | 29 декабря 1989  | независимый в коалиции с Польской объединённой рабочей партии, Демократической партией и Объединённой крестьянской партией | 1989                              | Мазовецкий              | [ 168 ] [ 169 ] [ 170 ] |

## Польская Республика (с 1989)
Польская Республика, также известная как Третья Речь Посполитая (пол. Rzeczpospolita Polska, III Rzeczpospolita) — название Польши, возвращённое ей 29 декабря 1989 года в ходе политических реформ, начатых после состоявшихся в июне 1989 года парламентских выборов.
23 апреля 1992 года был принят «Конституционный закон о порядке подготовки и принятия Конституции Республики Польша», 17 октября 1992 года — «Конституционный закон о взаимных отношениях между законодательной и исполнительной властью, а также территориальном самоуправлении», получивший название Малой конституции. Документ объявлял о прекращении (за некоторым исключением) действия Конституции ПНР 1952 года и устанавливал, что Совет министров назначается и отзывается указом президента страны, а после назначения должен получить в сейме вотум доверия. Современная конституция Польши была принята сеймом 2 апреля 1997 года, утверждена на референдуме 25 мая 1997 года и подписана президентом 16 июля 1997 года.
|            | Портрет | Имя (годы жизни)                                                                                          | Полномочия       | Полномочия | Партия | Выборы                                                                                           | Кабинет                 | Пр.                             |
| Начало     | Портрет | Имя (годы жизни)                                                                                          | Окончание        | | Партия | Выборы                                                                                           | Кабинет                 | Пр.                             |
| ---------- | --- | --- | ---------------- | --- | --- | ------------------------------------------------------------------------------------------------ | ----------------------- | ------------------------------- |
| (33)       | | Тадеуш Мазовецкий (1927—2013) пол. Tadeusz Mazowiecki                                                     | 29 декабря 1989  | 4 января 1991 | при формировании: независимый в коалиции с Польской объединённой рабочей партией, Демократической партией и Объединённой крестьянской партией | (1989)                                                                                           | Мазовецкий              | [ 168 ] [ 169 ] [ 170 ]         |
|            | при завершении работы: Демократическая уния в коалиции с Социал-демократией республики Польша, Польской крестьянской партией, Демократической партией, Гражданским движением за демократическое действие и Демократического правого форума | Тадеуш Мазовецкий (1927—2013) пол. Tadeusz Mazowiecki                                                     | 29 декабря 1989  | 4 января 1991 | | (1989)                                                                                           | Мазовецкий              | [ 168 ] [ 169 ] [ 170 ]         |
| 34         | | Ян Кшиштоф Белецкий (1951—) пол. Jan Krzysztof Bielecki                                                   | 4 января 1991    | 6 декабря 1991 | Либерально-демократический конгресс в коалиции с Соглашением центра, Христианско-национальным союзом, Демократической партией и Демократической унией | (1989)                                                                                           | Белецкий                | [ 172 ] [ 173 ] [ 174 ]         |
| 34         | 1991 | Ян Кшиштоф Белецкий (1951—) пол. Jan Krzysztof Bielecki                                                   | 4 января 1991    | 6 декабря 1991 | Либерально-демократический конгресс в коалиции с Соглашением центра, Христианско-национальным союзом, Демократической партией и Демократической унией |                                                                                                  | Белецкий                | [ 172 ] [ 173 ] [ 174 ]         |
| 35         | | Ян Фердинанд Ольшевский (1930—2019) пол. Jan Ferdynand Olszewski                                          | 6 декабря 1991   | 5 января 1992 | Соглашение центра в коалиции с Христианско-национальным союзом, Народно-христианской партией и избирательным союзом «Польская народная партия — Народное соглашение» | Ольшевский                                                                                       | [ 175 ] [ 176 ] [ 177 ] |                                 |
| —          | | Вальдемар Павляк (1959—) пол. Waldemar Pawlak                                                             | 5 января 1992    | 11 июля 1992 | Польская народная партия в той же коалиции | Ольшевский                                                                                       | [ 178 ] [ 179 ] [ 180 ] |                                 |
| 36         | | Ханна Сухоцкая (1946—) пол. Hanna Suchocka                                                                | 11 июля 1992     | 26 октября 1993 | Демократическая уния в коалиции с избирательным союзом "Польская народная партия — Народное соглашение, Христианско-национальным союзом, Либерально-демократическим конгрессом, Народно-христианской партией, Христианско-демократической партией и Польской партией любителей пива | Сухоцкая                                                                                         | [ 181 ] [ 182 ] [ 183 ] |                                 |
| 37         | | Вальдемар Павляк (1959—) пол. Waldemar Pawlak                                                             | 26 октября 1993  | 6 мая 1995 | Польская крестьянская партия в коалиции с Социал-демократией Республики Польша | 1993                                                                                             | Павляк                  | [ 178 ] [ 179 ] [ 180 ]         |
| 38         | | Юзеф Олексы (1946—2015) пол. Józef Oleksy                                                                 | 6 мая 1995       | 7 февраля 1996 | Социал-демократия республики Польша в составе предвыборного Союза демократических левых сил и в коалиции с Польской народной партией | 1993                                                                                             | Олексы                  | [ 184 ] [ 185 ] [ 186 ]         |
| 39         | | Влодзимеж Цимошевич (1950—) пол. Włodzimierz Cimoszewicz                                                  | 7 февраля 1996   | 31 октября 1997 | независимый в составе предвыборного Союза демократических левых сил и в коалиции с Польской народной партией | 1993                                                                                             | Цимошевич               | [ 187 ] [ 188 ] [ 189 ]         |
| 40         | | Ежи Кароль Бузек (1940—) пол. Jerzy Karol Buzek                                                           | 31 октября 1997  | 19 октября 2001 | независимый в составе предвыборного союза «Избирательная Акция Солидарность», до 6 июля 2000 года в коалиции с Унией Свободы | 1997                                                                                             | Бузек                   | [ 190 ] [ 191 ] [ 192 ]         |
| 41         | | Лешек Цезарий Миллер (1946—) пол. Leszek Cezary Miller                                                    | 19 октября 2001  | 2 мая 2004 | Союз демократических левых сил в коалиции с Унией труда и, до 3 марта 2003 года, Польской народной партией. | 2001                                                                                             | Миллер                  | [ 193 ] [ 194 ] [ 195 ] [ 196 ] |
| 42 (I—II)  | | Марек Мариан Белька (1952—) пол. Marek Marian Belka                                                       | 2 мая 2004       | 11 июня 2004 | Союз демократических левых сил в коалиции с Унией труда | 2001                                                                                             | Белька—I                | [ 197 ] [ 198 ] [ 199 ] [ 200 ] |
| 42 (I—II)  | 11 июня 2004 | Марек Мариан Белька (1952—) пол. Marek Marian Belka                                                       | 31 октября 2005  | Союз демократических левых сил в коалиции с Унией труда, Свободой и равенством и Социал-демократией Польши                                                 | Белька—II | 2001                                                                                             |                         | [ 197 ] [ 198 ] [ 199 ] [ 200 ] |
| 43         | | Казимеж Марцинкевич (1959—) пол. Kazimierz Marcinkiewicz                                                  | 31 октября 2005  | 14 июля 2006 | Право и справедливость в коалиции с Партией центра и, с 5 мая 2006 года, с Самообороной Республики Польша и Лигой польских семей | 2005                                                                                             | Марцинкевич             | [ 201 ] [ 202 ] [ 203 ] [ 204 ] |
| 44         | | Ярослав Александер Качиньский (1949—) пол. Jarosław Aleksander Kaczyński                                  | 14 июля 2006     | 16 ноября 2007 | Право и справедливость в коалиции с Самообороной Республики Польша и Лигой польских семей | 2005                                                                                             | Качиньский              | [ 205 ] [ 206 ] [ 207 ]         |
| 45 (I—II)  | | Дональд Францишек Туск (1957—) пол. Donald Franciszek Tusk                                                | 16 ноября 2007   | 18 ноября 2011 | Гражданская платформа в коалиции с Польской народной партией | 2007                                                                                             | Туск—I                  | [ 208 ] [ 209 ] [ 210 ] [ 211 ] |
| 45 (I—II)  | 18 ноября 2011 | Дональд Францишек Туск (1957—) пол. Donald Franciszek Tusk                                                | 22 сентября 2014 | 2011 | Гражданская платформа в коалиции с Польской народной партией | Туск—II                                                                                          |                         | [ 208 ] [ 209 ] [ 210 ] [ 211 ] |
| 46         | | Эва Божена Копач (1956—) пол. Ewa Bożena Kopacz урожд. Эва Божена Лис пол. Ewa Bożena Lis                 | 22 сентября 2014 | 2011 | Гражданская платформа в коалиции с Польской народной партией | 13 ноября 2015                                                                                   | Копач                   | [ 212 ] [ 213 ] [ 214 ] [ 215 ] |
| 47         | | Беата Мария Шидло (1963—) пол. Beata Maria Szydło урожд. Беата Мария Кусиньская пол. Beata Maria Kusińska | 13 ноября 2015   | 11 декабря 2017 | Право и справедливость в коалиции с Солидарной Польшей Збигнева Зёбро и, до 4 ноября 2017 года, Польшей вместе, а затем с Соглашением Ярослава Говины | 2015                                                                                             | Шидло                   | [ 216 ] [ 217 ] [ 218 ] [ 219 ] |
| 48 (I—III) | | Матеуш Якуб Моравецкий (1968—) пол. Mateusz Jakub Morawiecki                                              | 11 декабря 2017  | 15 ноября 2019 | Право и справедливость в коалиции с Солидарной Польшей и Соглашением Ярослава Говины | 2015                                                                                             | Моравецкий—I            | [ 220 ] [ 221 ] [ 222 ] [ 223 ] |
| 48 (I—III) | 15 ноября 2019 | Матеуш Якуб Моравецкий (1968—) пол. Mateusz Jakub Morawiecki                                              | 27 ноября 2023   | Право и справедливость в коалиции с Солидарной Польшей, Соглашением Ярослава Говины (до августа 2021 года) и Республиканской партией (с октября 2021 года) | 2019 | Моравецкий—II                                                                                    |                         | [ 220 ] [ 221 ] [ 222 ] [ 223 ] |
| 48 (I—III) | 27 ноября 2023 | Матеуш Якуб Моравецкий (1968—) пол. Mateusz Jakub Morawiecki                                              | 13 декабря 2023  | Право и справедливость в коалиции с Суверенной Польшей | 2023 | Моравецкий—III                                                                                   |                         | [ 220 ] [ 221 ] [ 222 ] [ 223 ] |
| 45 (III)   | | Дональд Францишек Туск (1957—) пол. Donald Franciszek Tusk                                                | 13 декабря 2023  | действующий | 2023 | Гражданская платформа в коалиции с «Польшей 2050», Новыми левыми и Польской крестьянской партией | Туск—III                | [ 208 ] [ 209 ] [ 210 ] [ 224 ] |

## Ранние повстанческие и подпротекторатные правительства
В XVIII и XIX веках в польских землях неоднократно возникали крупные повстанческие движения, провозглашавшие восстановление национального польского государства, а потому формировавшие различного рода национальные правительства, фактически осуществлявшие исполнительную власть на контролируемой территории. Кроме того, в период наполеоновских войн на территории Польши существовало Варшавское герцогство под протекторатом Франции, правительство которого также воспринималось поляками как национальное.

### Восстание Костюшко (1794)

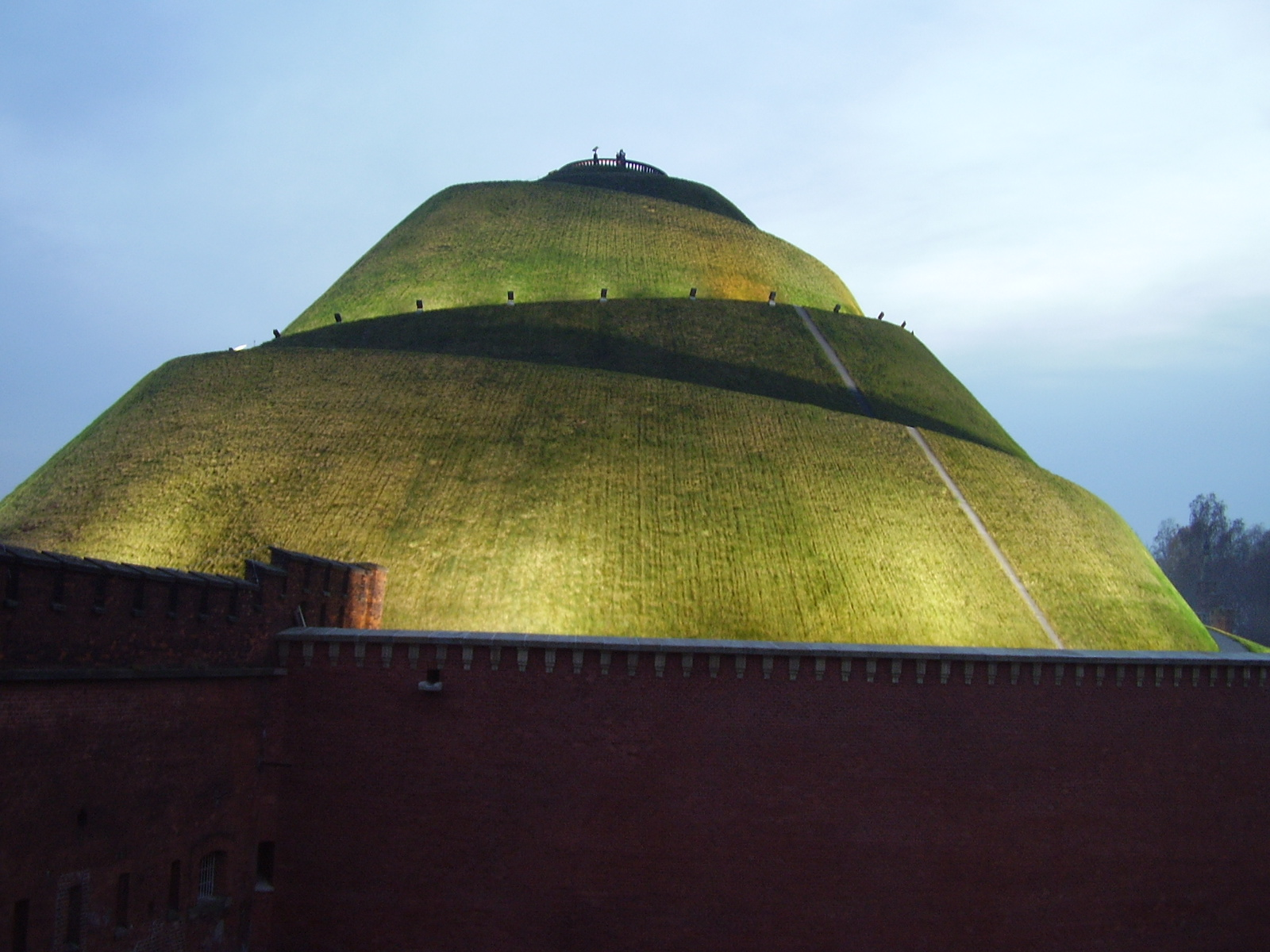
Курган Костюшко (Краков), кенотаф (отсыпан к 1823 году)

Восстание Тадеуша Костюшко (пол. Powstanie kościuszkowskie, insurekcja kościuszkowska) — восстание на территории Речи Посполитой (1794 год), включавшей на тот момент части современных польских, белорусских, украинских, литовских и латвийских земель. Конституция, провозглашённая на Великом сейме 3 мая 1791 года, вызвала недовольство среди магнатов и шляхты. На съезде в Тарговице они объявили конституцию нелегитимной и образовали конфедерацию для борьбы с королём Станиславом. После принятия императрицей Екатериной II под покровительство конфедератов началась русско-польская война, и вскоре король подчинился требованиям конфедератов. Однако часть шляхты подготовила и начала восстание, предводителем которого был избран Тадеуш Костюшко. 16 марта 1794 года жители Кракова провозгласили его диктатором республики; был провозглашён Акт восстания, предоставлявший ему полноту власти в стране. 19 апреля 1794 года, после освобождения Варшавы, был образован Временный депутатский совет (пол. Rada Zastępcza Tymczasowa) для управления Варшавой и прилегающими территориями. 10 мая 1794 года в лагере под Поланецем в качестве органа центральной гражданской власти Костюшко основал Высший национальный совет (пол. Rada Najwyższa Narodowa), коллегиальный орган, состоявший из 8 советников (пол. radców) и 32 депутатов, решения должны были приниматься минимум 5 советниками совместно, большую часть формально назначенных, но отсутствующих советников реально замещали определённые депутаты. Вступившие на территорию Речи Посполитой российские и прусские войска вскоре нанесли военное поражение восставшим; 28 сентября 1794 года после сражения при Мацеёвицах Костюшко был взят в плен, 25 октября 1794 года была подписана капитуляция восставших.
| Портрет | Имя (годы жизни)                                                                      | Полномочия     | Полномочия      | Должность | Правительство               | Пр.                     |
| Портрет | Имя (годы жизни)                                                                      | Начало         | Окончание       | Должность | Правительство               | Пр.                     |
| ------- | ------------------------------------------------------------------------------------- | -------------- | --------------- | --- | --------------------------- | ----------------------- |
|         | Игнацы Выссогота-Закшевский (1745—1802) пол. Ignacy Wyssogota-Zakrzewski              | 19 апреля 1794 | 27 мая 1794     | председатель Временного депутатского совета, президент Варшавы пол. przewodniczący Rady Zastępczej Tymczasowej, prezydent Warszawy | Временный депутатский совет | [ 232 ] [ 233 ]         |
|         | Алойзий Сулистровский (ок. 1739—1795) пол. Alojzy Sulistrowski                        | 10 мая 1794    | 25 октября 1794 | советник отдела заказа | Высший национальный совет   | [ 234 ]                 |
|         | Михал Амброжий Кохановский (1757—1832) пол. Michał Ambroży Kochanowski                | 10 мая 1794    | 25 октября 1794 | де-факто советник отдела безопасности (вместо назначенного Томаша Антония Вавжецкого)                                              | Высший национальный совет   | [ 235 ] [ 236 ]         |
|         | Юзеф Мацей Игнаций Шимановский (1748—1801) пол. Józef Maciej Ignacy Szymanowski       | 10 мая 1794    | 25 октября 1794 | де-факто советник отдела юстиции (вместо назначенного Францишека Мышковского)                                                      | Высший национальный совет   | [ 237 ] [ 238 ]         |
|         | Хуго Стумберг Коллантай (1750—1812) пол. Hugo Stumberg Kołłątaj                       | 10 мая 1794    | 25 октября 1794 | советник отдела казначейства | Высший национальный совет   | [ 239 ] [ 240 ] [ 241 ] |
|         | Игнацы Выссогота-Закшевский (1745—1802) пол. Ignacy Wyssogota-Zakrzewski              | 10 мая 1794    | 25 октября 1794 | советник отдела продовольствия | Высший национальный совет   | [ 232 ] [ 233 ]         |
|         | Тадеуш Викторин Матушевич (1765—1819) пол. Tadeusz Wiktoryn Matuszewicz               | 10 мая 1794    | 25 октября 1794 | де-факто советник отдела военных потребностей (вместо назначенного майора Станислава Адриана Велёвейского)                         | Высший национальный совет   | [ 242 ] [ 243 ]         |
|         | граф Роман Игнацы Франтишек Потоцкий (1750—1809) пол. Roman Ignacy Franciszek Potocki | 10 мая 1794    | 25 октября 1794 | советник отдела иностранных дел | Высший национальный совет   | [ 244 ] [ 245 ]         |
|         | Францишек Ксаверий Дмоховский (1762—1808) пол. Franciszek Ksawery Dmochowski          | 10 мая 1794    | 25 октября 1794 | де-факто советник отдела национального образования (вместо назначенного Иоганна Доминика Петра Яскевича)                           | Высший национальный совет   | [ 246 ] [ 247 ]         |

### Варшавское Герцогство (1807—1815)
Варшавское Герцогство (пол. Księstwo Warszawskie, фр. Duché de Varsovie, нем. Herzogtum Warschau) — государство, образованное в 1807 году по Тильзитскому миру, заключённому в период с 13 (25) июня по 25 июня (7 июля) 1807 года. Оно являлось протекторатом Франции, употребление слов Польша, польский в политическом смысле не допускалось. Первым временным правительством герцогства, назначенным указом Наполеона, являлась работавшая с 11 января по 5 октября 1807 года Правительственная комиссия (пол. Komisja Rządząca) под председательством графа Малаховского). Комиссия была лишена законодательных полномочий в вопросах государственного строительства и ведения самостоятельной внешней политики, для ведения внутренних дел ею была назначена генеральная директория (пол. Dyrektorium Generalne) в составе 5 человек, руководящих различными ведомствами. 22 июля 1807 года в Дрездене Наполеон издал указ об утверждении конституции герцогства. Была установлена личная уния герцогства с одним из союзником Наполеона, королём Саксонии Фридрихом Августом I, созданы Совет министров (пол. Rada Ministrów), возглавляемый председателем (пол. Prezes Rady Ministrów), Государственный совет и двухпалатный парламент. В 1813 году территория герцогства была занята войсками Шестой коалиции, гражданское управление было передано Временному верховному совету Варшавского Герцогства (пол. Rada Najwyższa Tymczasowa Księstwa Warszawskiego), созданному от имени российского императора Александра I генерал-фельдмаршалом Кутузовым. 3 мая 1815 года Венский конгресс утвердил раздел герцогства: Краков стал Вольным городом; к Австрии отошёл город Величка, к Пруссии — Великая Польша, к России — бо́льшая территория, где было образовано Царство Польское.
| Портрет        | Имя (годы жизни)                                                                                     | Полномочия      | Полномочия                                               | Должность | Правительство              | Пр.             |
| Портрет        | Имя (годы жизни)                                                                                     | Начало          | Окончание                                                | Должность | Правительство              | Пр.             |
| -------------- | --- | --------------- | -------------------------------------------------------- | --- | -------------------------- | --------------- |
|                | граф Станислав Бартломей Людвик Малаховский (1736—1809) пол. Stanisław Bartłomiej Ludwik Małachowski | 11 января 1807  | 5 октября 1807                                           | председатель Правительственной комиссии и Генеральной директории пол. Prezes Komisji Rządowej i Dyrektorium Generalnego | Правительственная комиссия | [ 256 ] [ 257 ] |
| 5 октября 1807 | граф Станислав Бартломей Людвик Малаховский (1736—1809) пол. Stanisław Bartłomiej Ludwik Małachowski | 14 декабря 1807 | председатель Совета министров пол. Prezes Rady Ministrów | Малаховский |                            | [ 256 ] [ 257 ] |
|                | Людвик Шимон Гутаковский (1738—1811) пол. Ludwik Szymon Gutakowski                                   | 14 декабря 1807 | председатель Совета министров пол. Prezes Rady Ministrów | 25 марта 1809 (фактически до ноября 1808 года)                                                                          | Гутаковский                | [ 258 ] [ 259 ] |
|                | граф Станислав Костка Потоцкий (1755—1821) пол. Stanisław Kostka Potocki                             | 25 марта 1809   | председатель Совета министров пол. Prezes Rady Ministrów | 13 мая 1813 | Потоцкий                   | [ 260 ] [ 261 ] |

### «Ноябрьское восстание» (1830—1831)

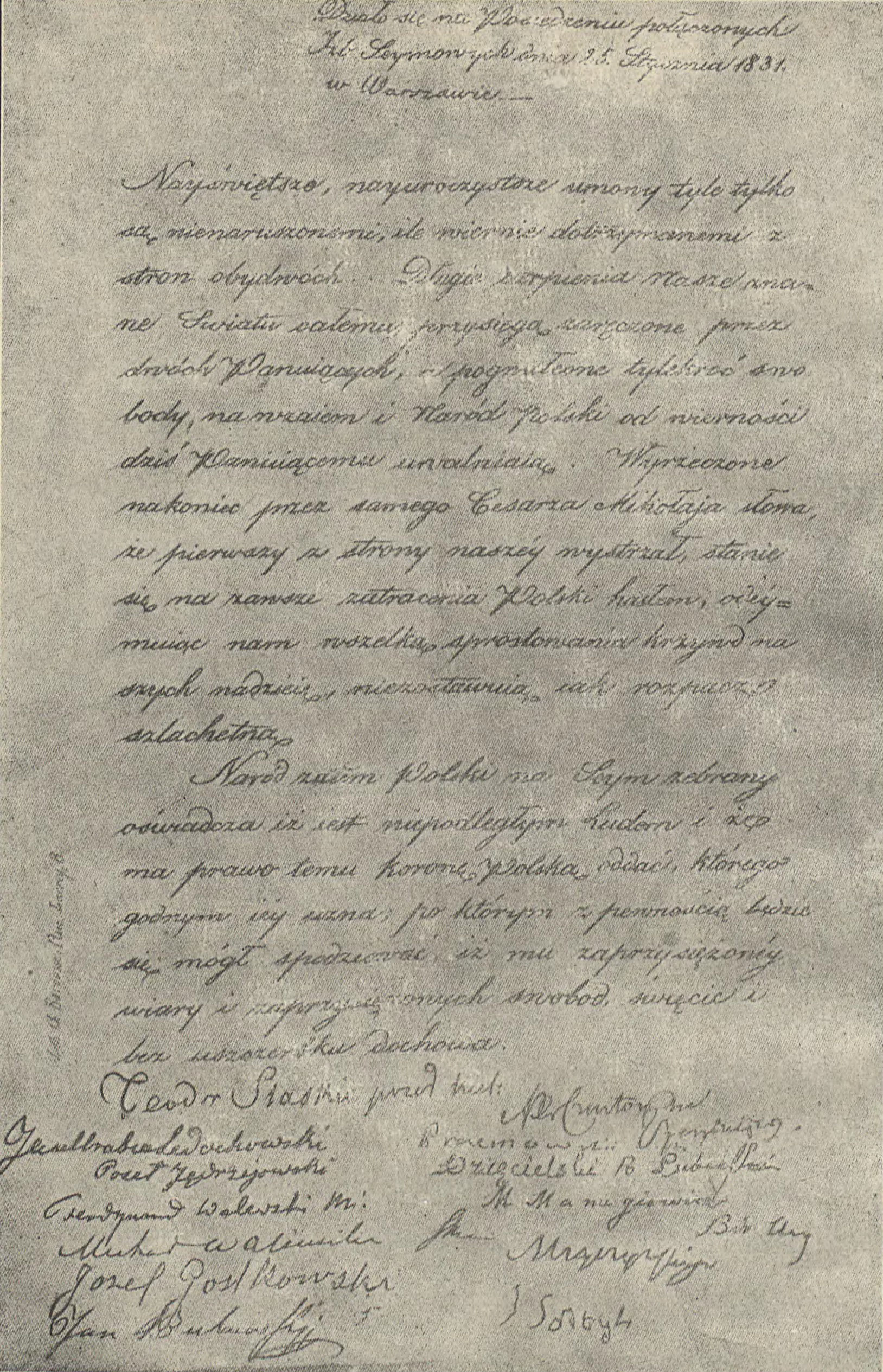
Акт о детронизации Николая I и Романовых

Царство Польское (пол. Królestwo Polskie, Королевство Польское) было образовано 21 апреля (3 мая) 1815 года Венским конгрессом, передано Александру I и находилось в личной унии с Российской империей.
Оно получило конституцию 15 (27) ноября 1815 года, в которой государство обозначалось как наследственная монархия, «навсегда соединённая с Российской империей», и где утверждались «польские права» (ведение делопроизводства на польском языке, замещение всех государственных должностей поляками, подтверждение прав римско-католической церкви), а также устанавливался особый режим принадлежавшей королю исполнительной власти: все королевские распоряжения и постановления должны были скрепляться подписью министра, который должен нести ответственность за всё, что могло бы в них быть противоречащего конституции. Административный совет (пол. Rada Administracyjna), как орган исполнительной власти, состоял из пяти комиссий; министром считался каждый член Административного совета, в каждую комиссию их входило несколько.
В ходе начавшегося восстания, после первого вооружённого выступления 17 (29) ноября 1830 года, Административный совет определил переворот как событие «прискорбное». Однако 18 (30) ноября 1830 года образовалось «Патриотическое общество», добившееся чистки совета и замены ряда министров. 22 ноября (4 декабря) 1830 года было сформировано Временное правительство (которое возглавил князь Адам Чарторыйский), 9 (21) декабря 1830 года заменённое Высшим национальным советом, который назначил диктатор Юзеф Гржегож Хлопицкий. 18 (30) января 1831 года сейм утвердил состав национального правительства.
13 (25) января 1831 года сейм принял акт о детронизации Николая и запрете представителям династии Романовых занимать польский престол, после чего началась военная экспедиция российской армии. Подавление восстания и установление военного контроля над Польшей в целом было завершено к октябрю 1831 года. 14 (26) февраля 1832 года Конституцию заменил Органический статут Царства Польского, по которому оно объявлялось частью России, а также упразднялись сейм и польское войско.
| Портрет             | Имя (годы жизни)                                                              | Полномочия                   | Полномочия                                                                      | Должность                                                               | Правительство           | Пр.                     |
| Портрет             | Имя (годы жизни)                                                              | Начало                       | Окончание                                                                       | Должность                                                               | Правительство           | Пр.                     |
| ------------------- | ----------------------------------------------------------------------------- | ---------------------------- | ------------------------------------------------------------------------------- | ----------------------------------------------------------------------- | ----------------------- | ----------------------- |
|                     | граф Валентий Фаустин Соболевский (1765—1831) пол. Walenty Faustyn Sobolewski | 18 (30) ноября 1830          | 22 ноября (4 декабря) 1830                                                      | председатель Административного совета пол. prezes Rady Administracyjnej | Административный совет  | [ 273 ] [ 274 ]         |
|                     | князь Адам Ежи Чарторыйский (1770—1861) пол. Adam Jerzy Czartoryski           | 22 ноября (4 декабря) 1830   | 9 (21) декабря 1830                                                             | председатель временного правительства пол. prezes Rządu Tymczasowego    | Временное правительство | [ 275 ] [ 276 ] [ 277 ] |
| 9 (21) декабря 1830 | князь Адам Ежи Чарторыйский (1770—1861) пол. Adam Jerzy Czartoryski           | 18 (30) января 1831          | председатель Высшего национального совета пол. prezes Najwyższej Rady Narodowej | Высший национальный совет                                               |                         | [ 275 ] [ 276 ] [ 277 ] |
| 18 (30) января 1831 | князь Адам Ежи Чарторыйский (1770—1861) пол. Adam Jerzy Czartoryski           | 5 (17) августа 1831          | председатель правительства пол. prezes Rządu                                    | Чарторыйский                                                            |                         | [ 275 ] [ 276 ] [ 277 ] |
|                     | граф Ян Стефан Круковецкий (1770—1850) пол. Jan Stefan Krukowiecki            | 5 (17) августа 1831          | председатель правительства пол. prezes Rządu                                    | 26 августа (7 сентября) 1831                                            | Круковецкий             | [ 278 ] [ 279 ]         |
|                     | Бонавентура Немойовский (1787—1835) пол. Bonawentura Niemojowski              | 26 августа (7 сентября) 1831 | председатель правительства пол. prezes Rządu                                    | 14 (26) сентября 1831                                                   | Немойовский             | [ 280 ] [ 281 ]         |

### Краковское восстание (1846)

Герб Вольного города Краков

Вольный город Краков (пол. Wolne Miasto Kraków) или Краковская Республика (пол. Rzeczpospolita Krakowska) — государство, существовавшее с 1815 года, когда решениями Венского конгресса город Краков с прилегающей территорией был объявлен «вольным, независимым и строго нейтральным городом» (пол. Wolne, Niepodległe i Ściśle Neutralne Miasto Kraków z Okręgiem), находившееся под опекой трёх государств: России, Австрии и Пруссии. Было создано 18 октября 1815 года на юге Герцогства Варшавского как конституционная республика, руководствующаяся Кодексом Наполеона и собственной конституцией.
Краковское восстание (пол. Powstanie krakowskie) произошло в Вольном городе с 21 февраля 1846 года по 4 марта 1846 года. Оно должно было стать элементом общего польского восстания на территории Великой Польши, Вольного города, Галиции и Конгрессовой Польши, однако везде, кроме Кракова, было предотвращено или подавлено в первых проявлениях. В Кракове 22 февраля 1846 года было создано Национальное правительство Республики Польша, признанное большинством сочувствующих идеям восстания общественных деятелей. Первоначально его возглавлял триумвират представителей Кракова, Галиции и Конгрессовой Польши, а с 24 февраля 1846 года — Ян Тыссовский с полномочиями диктатора. Кроме того, был создан контролируемый ими Совет министров во главе с Лудвиком Гошковским. 3 марта 1846 года город был занят сначала австрийскими, а затем и российскими войсками, работа правительственных учреждений была прекращена. После подавления восстания державы-опекуны подписали в Вене соглашение, по которому 16 ноября 1846 года Краковская Республика была упразднена, а её территория — включена в состав Австрийской империи как Великое княжество Краковское.
| Портрет         | Имя (годы жизни)                                                    | Полномочия      | Полномочия                                                          | Должность                                                                                    | Правительство                                | Пр.                     |
| Портрет         | Имя (годы жизни)                                                    | Начало          | Окончание                                                           | Должность                                                                                    | Правительство                                | Пр.                     |
| --------------- | ------------------------------------------------------------------- | --------------- | ------------------------------------------------------------------- | -------------------------------------------------------------------------------------------- | -------------------------------------------- | ----------------------- |
|                 | Людвик Енджей Гошковский (1811—1857) пол. Ludwik Jędrzej Gorzkowski | 22 февраля 1846 | 24 февраля 1846                                                     | триумвират Национального правительства (члены) пол. triumwirat Rządu Narodowego (członkowie) | Национальное правительство Республики Польша | [ 288 ] [ 289 ]         |
|                 | Александер Гжегожевский (1806—1855) пол. Aleksander Grzegorzewski   | 22 февраля 1846 | 24 февраля 1846                                                     | триумвират Национального правительства (члены) пол. triumwirat Rządu Narodowego (członkowie) | Национальное правительство Республики Польша | [ 290 ]                 |
|                 | Ян Юзеф Тыссовский (1811—1857) пол. Jan Józef Tyssowski             | 22 февраля 1846 | 24 февраля 1846                                                     | триумвират Национального правительства (члены) пол. triumwirat Rządu Narodowego (członkowie) | Национальное правительство Республики Польша | [ 291 ] [ 292 ] [ 293 ] |
| 24 февраля 1846 | Ян Юзеф Тыссовский (1811—1857) пол. Jan Józef Tyssowski             | 3 марта 1846    | диктатор Национального правительства пол. dyktator Rządu Narodowego |                                                                                              | Национальное правительство Республики Польша | [ 291 ] [ 292 ] [ 293 ] |
|                 | Людвик Енджей Гошковский (1811—1857) пол. Ludwik Jędrzej Gorzkowski | 3 марта 1846    | 22 февраля 1846                                                     | председатель Совета министров пол. Prezes Rady Ministrów                                     | Национальное правительство Республики Польша | [ 288 ] [ 289 ]         |

### «Январское восстание» (1863—1864)
Польское восстание 1863 года, или Январское восстание (пол. Powstanie styczniowe) — шляхетское восстание на землях бывшей Речи Посполитой, отошедших к Российской империи, а именно в Царстве Польском, Северо-Западном крае и на Волыни. Восстание было направлено на восстановление Речи Посполитой в границах 1772 года, принятый восставшими герб объединял в себе геральдические знаки Польши (белый орёл), Литвы (всадник, погоня) и Руси (Архангел Михаил).
Руководящим центром подготовки восстания являлся Центральный национальный комитет (ЦНК, пол. Centralny Komitet Narodowy), сигналом к его началу послужил обнародованный 9 (21) января 1863 года манифест, объявляющий ЦНК Временным национальным правительством (пол. Tymczasowy Rząd Narodowy) с правом назначать диктаторов восстания с полномочиями по организации вооружённой борьбы.
28 апреля (10 мая) 1863 года под руководством Агатона Гиллера было сформировано Национальное правительство, последний его состав прекратил работу 29 марта (10 апреля) 1864 года после ареста Ромуальда Траугутта. Позже инсургенты имитировали создание ещё нескольких правительств, используя наличие у них повстанческих печатей, однако в целом вооружённая борьба была завершена 6 (18) июня 1864 года.
| Портрет                 | Имя (годы жизни)                                                                            | Полномочия                 | Полномочия                                                            | Должность | Правительство                        | Пр.             |
| Портрет                 | Имя (годы жизни)                                                                            | Начало                     | Окончание                                                             | Должность | Правительство                        | Пр.             |
| ----------------------- | ------------------------------------------------------------------------------------------- | -------------------------- | --------------------------------------------------------------------- | --- | ------------------------------------ | --------------- |
|                         | Стефан Бобровский (1740—1863) пол. Stefan Bobrowski                                         | 9 (21) января 1863         | 5 (17) февраля 1863                                                   | председатель исполнительной комиссии Временного национального правительства пол. przes Komisji wykonawczej Tymczasowego Rządu Narodowego | Временное национальное правительство | [ 298 ] [ 299 ] |
|                         | Людвик Адам Мерославский (1814—1878) пол. Ludwik Adam Mierosławski                          | 5 (17) февраля 1863        | 27 февраля (11 марта) 1863                                            | диктатор пол. dyktator | Временное национальное правительство | [ 300 ] [ 301 ] |
|                         | генерал Мариан Мельхиор Антоний Лангевич (1827—1887) пол. Marian Melchior Antoni Langiewicz | 27 февраля (11 марта) 1863 | 6 (18) марта 1863                                                     | диктатор пол. dyktator | Временное национальное правительство | [ 302 ] [ 303 ] |
|                         | Стефан Бобровский (1740—1863) пол. Stefan Bobrowski                                         | 6 (18) марта 1863          | 8 (20) марта 1863                                                     | исполнительная комиссия Временного национального правительства пол. Komisja wykonawcza Tymczasowego Rządu Narodowego                     | Временное национальное правительство | [ 298 ] [ 299 ] |
|                         | Агатон Гиллер (1831—1887) пол. Agaton Giller                                                | 6 (18) марта 1863          | 8 (20) марта 1863                                                     | исполнительная комиссия Временного национального правительства пол. Komisja wykonawcza Tymczasowego Rządu Narodowego                     | Временное национальное правительство | [ 304 ] [ 305 ] |
|                         | Юзеф Каетан Яновский (1832—1914) пол. Józef Kajetan Janowski                                | 6 (18) марта 1863          | 8 (20) марта 1863                                                     | исполнительная комиссия Временного национального правительства пол. Komisja wykonawcza Tymczasowego Rządu Narodowego                     | Временное национальное правительство | [ 306 ] [ 307 ] |
|                         | Стефан Бобровский (1740—1863) пол. Stefan Bobrowski                                         | 8 (20) марта 1863          | 31 марта (12 апреля) 1863                                             | председатель Временного национального правительства пол. Prezes Tymczasowego Rządu Narodowego                                            | Временное национальное правительство | [ 298 ] [ 299 ] |
|                         | Агатон Гиллер (1831—1887) пол. Agaton Giller                                                | 31 марта (12 апреля) 1863  | 28 апреля (10 мая) 1863                                               | председатель Временного национального правительства пол. Prezes Tymczasowego Rządu Narodowego                                            | Временное национальное правительство | [ 304 ] [ 305 ] |
| 28 апреля (10 мая) 1863 | Агатон Гиллер (1831—1887) пол. Agaton Giller                                                | 11 (23) мая 1863           | председатель Национального правительства пол. Prezes Rządu Narodowego | Гиллер |                                      | [ 304 ] [ 305 ] |
|                         | Францишек Добровольский (1830—1896) пол. Franciszek Dobrowolski                             | 11 (23) мая 1863           | председатель Национального правительства пол. Prezes Rządu Narodowego | 28 мая (9 июня) 1863 | Добровольский / Кобыланьский         | [ 308 ] [ 309 ] |
|                         | Пётр Кобыланьский (1823—1868) пол. Piotr Kobylański                                         | 28 мая (9 июня) 1863       | председатель Национального правительства пол. Prezes Rządu Narodowego | 29 мая (10 июня) 1863 | Добровольский / Кобыланьский         | [ 310 ] [ 311 ] |
|                         | Кароль Константий Маевский (1833—1897) пол. Karol Konstanty Majewski                        | 29 мая (10 июня) 1863      | председатель Национального правительства пол. Prezes Rządu Narodowego | 2 (14) сентября 1863 | Маевский                             | [ 312 ] [ 313 ] |
|                         | Францишек Добровольский (1830—1896) пол. Franciszek Dobrowolski                             | 2 (14) сентября 1863       | председатель Национального правительства пол. Prezes Rządu Narodowego | 2 (14) октября 1863 | Добровольский                        | [ 308 ] [ 309 ] |
|                         | Ромуальд Траугутт (1826—1864) пол. Romuald Traugutt                                         | 2 (14) октября 1863        | председатель Национального правительства пол. Prezes Rządu Narodowego | 29 марта (10 апреля) 1864 | Траугутт                             | [ 314 ] [ 315 ] |